# Monophadnoides rubi
Monophadnoides rubi är en stekelart som först beskrevs av Harris 1845.  Monophadnoides rubi ingår i släktet Monophadnoides, och familjen bladsteklar. Det är osäkert om arten förekommer i Sverige.